# Endrina Elezaj
Endrina Elezaj (* 2. Januar 1997 in Klina) ist eine kosovarisch-albanische Fußballspielerin.

## Karriere

### Jugend
Endrina begann schon in jungen Jahren Fußball zu spielen. Ihr Vater war Trainer. Bis 12 spielte sie mit Knaben, da es in ihrer Heimatstadt Klina keine Frauenmannschaft gab. Dann wechselte sie nach Gjakova. Später spielte sie während einem Jahr für einen Klub aus Tirana in Albanien.

### Vereine
Elezaj begann ihre professionelle Karriere beim nordalbanischen Verein Vllaznia Shkodra und gewann mit dem Rekordmeister die Meisterschaft. Später spielte sie in ihrer Heimat Kosovo für KFF Hajvalia aus Pristina und anschließend für KFF Mitrovica aus Mitrovica. Mit Mitrovica konnte sie auch wiederholt international in der Champions League spielen.
Im Juni 2024 wechselte sie zum kroatischen Verein ŽNK Dinamo Zagreb.

### Nationalmannschaft
Elezaj spielte zunächst für die U-19-Auswahl Albaniens. Seit dem Jahr 2019 ist sie fester Bestandteil der A-Nationalmannschaft. Sie nahm an der Qualifikation zur FIFA Frauen-Weltmeisterschaft 2019 teil.